# Яссін Буну
Яссі́н Буну́ (араб. ياسين بونو; фр. Yassine Bounou; нар. 5 квітня 1991, Монреаль, Канада) — марокканський футболіст, воротар національної збірної Марокко та саудівського клубу «Аль-Гіляль».

## Клубна кар'єра
У дорослому футболі дебютував 2010 року виступами за команду клубу «Відад» (Касабланка), в якій провів два сезони, взявши участь лише у 6 матчах чемпіонату.
Протягом 2012—2014 років захищав кольори другої команди мадридського «Атлетіко».
Своєю грою за останню команду привернув увагу представників тренерського штабу клубу «Реал Сарагоса», до складу якого приєднався 2014 року. Відіграв за клуб з Сарагоси наступні два сезони своєї ігрової кар'єри.
До складу клубу «Жирона» приєднався 2016 року.
2 вересня 2019 року, після вильоту «Жирони» в Сегунду, на правах оренди став гравцем «Севільї». 4 вересня 2020, після закінчення оренди, «Севілья» викупила футболіста за 4 млн євро і підписала з Яссіном 4-річний контракт. 20 березня 2021 на 94-й хвилині відзначився голом у воротах «Вальядоліда», зрівнявши рахунок у матчі (1:1).

## Виступи за збірні
Протягом 2011–2013 років залучався до складу юнацької та молодіжної збірної Марокко. На молодіжному рівні зіграв у 8 офіційних матчах.
2013 року дебютував в офіційних матчах у складі національної збірної Марокко.
У складі збірної був учасником Кубка африканських націй 2017 року у Габоні.
У поєдинку 1/8 чемпіонату світу 2022 року повторив досягнення Олександра Шовковського, не пропустивши жодного м'яча в серії післяматчевих пенальті.

## Досягнення
«Севілья»
- Переможець Ліги Європи УЄФА (2): 2019-20, 2022-23

 «Аль-Гіляль»
- Чемпіон Саудівської Аравії (1): 2023-24
- Володар Королівського кубка Саудівської Аравії (1): 2023-24
- Володар Суперкубка Саудівської Аравії (2): 2023, 2024